# Flyswatter
Flyswatter je prvi demo album američkog rock sastava Blink-182, objavljen u vrijeme kada se sastav zvao samo Blink. Album je objavila nepostojeća diskografska kuća Fags In The Wilderness Records, koju je izmislio gitarist sastava Tom DeLonge kako bi album izgledao što profesionalnije. Pa tako album i nije zapravo objavljen, već su ga 1993. godine, sami članovi sastava prodavali po svojim školama.
Cijeli je album snimljen na kazetofonu u sobi bubnjara Scotta Raynora, što je rezultiralo lošom kvalitetom zvuka. Raynor je imao samo 14 godina u vrijeme snimanja albuma. Omot albuma dizajnirao je vokalist i basist sastava Mark Hoppus.

## Popis pjesama
Tekstovi i glazba: Mark Hoppus, Tom DeLonge, Scott Raynor. 
| 1.    | »Reebok Commercial«                 | 2:51 |
| 2.    | »Time«                              | 2:27 |
| 3.    | »Red Skies«                         | 3:26 |
| 4.    | »Alone«                             | 2:44 |
| 5.    | »Point of View«                     | 1:19 |
| 6.    | »Marlboro Man«                      | 3:35 |
| 7.    | »The Longuest Line« (obrada NOFX)   | 2:06 |
| 8.    | »Freak Scene« (obrada Dinosaur Jr.) | 2:38 |
| 20:59 |                                     |      |

## Zasluge
- Mark Hoppus – bas-gitara, vokali
- Tom DeLonge – gitara, vokali
- Scott Raynor – bubnjevi